# 크리스토퍼 골든
크리스토퍼 골든(영어: Christopher Golden, 1967년 7월 15일 ~ )은 미국의 판타지, 호러 소설가이다. 만화가 마이크 미뇰라와 협업한 《헬보이》, 《볼티모어》 등의 작품이 있다.